# Colonia Antorcha Campesina, Jacona
Colonia Antorcha Campesina är en ort i Mexiko.   Den ligger i kommunen Jacona och delstaten Michoacán de Ocampo, i den centrala delen av landet, 300 km väster om huvudstaden Mexico City. Colonia Antorcha Campesina ligger 1 699 meter över havet och antalet invånare är 234.
Terrängen runt Colonia Antorcha Campesina är huvudsakligen kuperad, men åt nordost är den platt. Terrängen runt Colonia Antorcha Campesina sluttar norrut. Runt Colonia Antorcha Campesina är det ganska tätbefolkat, med 86 invånare per kvadratkilometer. Närmaste större samhälle är Zamora, 8,2 km nordost om Colonia Antorcha Campesina. I omgivningarna runt Colonia Antorcha Campesina växer huvudsakligen savannskog.